# Stefano Ticozzi
Stefano Ticozzi (Pasturo, 30 gennaio 1762 – Lecco, 3 ottobre 1836) è stato uno storico dell'arte italiano.

## Biografia
Nato a Pasturo nei pressi di Lecco, Stefano Ticozzi è conosciuto principalmente per un prezioso dizionario biografico su artisti di vari campi intitolato Dizionario degli architetti, scultori, pittori, intagliatori in rame ed in pietra, coniatori di medaglie, musicisti, niellatori, intarsiatori d'ogni età e d'ogni nazione pubblicato a Milano tra il 1830 e il 1833.
L'opera enciclopedica consiste in un assemblaggio selettivo di notizie biografiche su artisti europei attivi dal XV secolo ai primi anni del XIX secolo ricavate da precedenti raccolte biografiche. 
Stefano Ticozzi fu membro onorario dell'Accademia di belle arti di Carrara e dell'Ateneo di Venezia.

## Catalogo di monogrammi
Fra gli artisti per i quali Ticozzi riprodusse i monogrammi figurano:
- 1  Adam, Veneziano Agostino
- 2  Cavaliere Cherubino Alberti
- 3  Enrico Aldegrever
- 4  Alberto Altorfer
- 5  Pomponio Amalteo
- 6  Jost Ammon
- 7  Andrea Appiani
- 8  Michele l'Asne
- 9  Roberto Audenard
- 10 Cesare de Avibus
- 11 Francesco Babel
- 12 Alessandro Badiale
- 13 Hans Baldung
- 14 Antonio Balestra
- 15 Domenico del Barbiere
- 16 Giovanni Guglielmo Bauer
- 17 Niccolò Beatricio o Beatricetto
- 18 Domenico Beccafumi
- 19 Hans Sebal Beham
- 20 Stefano della Bella
- 21 Carlo Berghem
- 22 Cornelio Blecker
- 23 Bartholomeo Bohem
- 24 Giovanni Sebaldo Bohem (probabilmente HS Beham sopra)
- 25 Scheid Bolswert (Schelte a Bolswert)
- 26  Domenico Maria Bonavera
- 27  Orazio Borgianni
- 28  Abramo Bosse
- 29  Renato Boyvin (René Boyvin)
- 30  Francesco Brizio
- 31  Nicolo Bruyn
- 32  Simone Cantarino
- 33  Bernardo Castello
- 34  Fabricio Castello
- 35  Giovanni Benedetto Castiglione
- 36  Francesco Chauveau
- 37  Michele Cocxie
- 38  Claudio Coello
- 39  Adriano Collaert
- 40  Giovanni Couvay
- 41  Lucas Cranach il Vecchio
- 42  Teodoro Cruger
- 43  Teodoro Cuerenhet
- 44  van Culembac
- 45  Camillo Cungio
- 46  Corrado o Cornelio van Dalen
- 47  Giovanni Danet
- 48  Pietro Daret
- 49  Leone Darij
- 50  Carlo David
- 51  Bartolomeo Dolendo
- 52  Zaccaria Dolende
- 53  Gaspare Dughet
- 54  Alberto Durero
- 55  Adamo Elzkeimer
- 56  Episcopius
- 57  Giacinto Espinosa
- 58  Bartolomeo Esteban Murillo
- 59  Giacinto Espinosa
- 60  Bartolomeo Esteban Murillo
- 61  Guglielmo Fartorne
- 62  Francia
- 63  Agnese Frey
- 64  Giovanni Battista Galestruzzi
- 65  Filippo Galle
- 66  Natale Garnier
- 67  Antonio L Garnier
- 68  Giacinto Geminiani
- 69  Giacomo Ghein
- 70  Giorgio Ghisi
- 71  Adamo Ghisi
- 72  Giovanni Battista Ghisi
- 73  Alberto Glockentom
- 74  Enrico Golzio
- 75  Carlo Gregori
- 76  Matteo Gruvenald
- 77  Martino Heemskerken
- 78  Cornelio Hevissen
- 79  Hisbin
- 80  Agostino Hirschfogel
- 81  G. H. Hodges
- 82  Giovanni Holbein
- 83  Sigismundo Holbein
- 84  Guglielmo Hondio
- 85  Enrico Hondio
- 86  Daniello Hopfer e suo fratello Lamberto Hopfer
- 87  Giovanni van Huctenburg
- 88  Cristoforo Iamnitzer
- 89  Francesco Xaverio Iungwiect
- 90  Hans Kaldung
- 91  Mario Kartaro
- 92  Bartolommeo Kilian
- 93  Luca Kilian
- 94  Antonio Lafrey
- 95  Lodovico Lana
- 96  Enrico Lautensack
- 97  Hans Sebald Lautensack
- 98  Michele Leblon
- 99  Guglielmo Leewe
- 100  Hans Liefring
- 101  Renato Lochon
- 102  Guglielmo Lodge
- 103  Pietro Lombard
- 104  Michele Lucchese
- 105  Pietro Testa (il Lucchesino)
- 106  Andrea Mantegna
- 107  Giorgio Mantovano
- 108  Bernardino Mei
- 109  Met Matsys
- 110  Martino da Bologna
- 111  Cristofano Maurer
- 112  Micarino
- 113  Giuseppe Maria Mitelle
- 114  Mignot
- 115  Girolamo Mocetto
- 116  Niccolo da Modena
- 117  Luigi Morales
- 118  Paolo Moreelsen
- 119  Morto da Feltre
- 120  Moyart
- 121  Pietro Vander Nolpe
- 122  Manro Oddi
- 123  Luca d'Olanda
- 124  Vaaer Ossanen
- 125  Giacomo Palma
- 126  Antonio Palomino
- 127  Maddalena Passe o Pass
- 128  Bartolommeo Passerotti
- 129  Gregorio o Giorgio Peius
- 130  Giorgio Penez
- 131  Luca Penni
- 132  Stefano Perac
- 133  Francesco Perrier
- 134  Persecouter (o Peter van Serwouter),
- 135  Cornelio Poelemborg
- 136  Francesco Poilly
- 137  Pietro Quest
- 138  Marc'Antonio Raimondi
- 139  Silvestre da Ravenna
- 140  Marco Ravenna
- 141  Rembrandt
- 142  Gaspare Reverdino
- 143  Giuseppe Ribera
- 144  Sebastiano Ricci
- 145  Marco Ricci
- 146  Guglielmo Roger
- 147  Salvatore Rosa
- 148  Martino Rota
- 149  Guido Ruggieri
- 150  Giusto Sadeler
- 151  Hans Saenredan
- 152  Andrea Salmincio
- 153  Raffaello Sanzio
- 154  Raffaello Scaminozzi
- 155  Hans Scauflig
- 156  Giorgio Federico Schmid
- 157  Martino Schoenio or Schoen
- 158  Giovanni Schoorel (or Jan Schoorel)
- 159  Adamo Schweikart
- 160  Giovanni Sheustellin
- 161  Cornelio Sichem (o Cornelius van Sichem)
- 162  Virgilio Solis
- 163  Teodoro Starem Dietrich
- 164  Tobia Stimmer
- 165  Giovanni Cristoforo Stimmer
- 166  Vito Stossio
- 167  Cornelio Swanembourg
- 168  Antonio Tempesta
- 169  Teniers
- 170  Teodoro van Thulden
- 171  Giovanni Valdes Leal
- 172  Giovanni Luigi Valesio
- 173  Luca Valdes
- 174  Tiziano Vecellio
- 175  Antonio Vaterloo
- 176  Cesare Vecellio
- 177  Marco Veccellio
- 178  Giulio Cesare Venenti
- 179  Niccola Vicentino
- 180  Enea Vico
- 181  Francesco Villamena
- 182  Niccolo Giovanni Visscher
- 183  Giovan Giorgio Vliet
- 184  Pietro Voeriot
- 185  Michele Volgemut
- 186  Antonio Vormazia
- 187  Luca Vosterman (o Luc Wosterman
- 188  Vovilleminot (o Wovilleminot)
- 189  Martino Zagel

## Opere
- Storia de' letterati e degli artisti del dipartimento della Piave di Stefano Ticozzi, Padova 1813
- Vite dei pittori Vecellj di Cadore, Stella, Milano 1817
- Della imitazione pittorica della eccellenza delle opere di Tiziano e vita di Tiziano di Stefano Ticozzi, Venezia dalla tipografia Alvisopoli 1818
- Lettera del sig. Stefano Ticozzi all'egregio pittore aretino signor Pietro Benvenuti intorno ad un ritratto di bella donna dipinto da Leonardo da Vinci ed ora posseduto in Milano dal sig. Pietro De Gregorys, Tipografia di commercio al Bocchetto, Milano 1819
- Imparziali considerazioni di un filosofo musulmano sul governo de' Turchi e sul presente stato di Costantinopoli,  coi tipi di Gio. Pirotta, Milano 1821
- Viaggi di messer Francesco Novello da Carrara signore di Padova e di Taddea sua consorte in diverse parti d'Europa, pubblicati ed illustrati da Stefano Ticozzi socio di varie accademie, 2 Tomi, Milano, Dalla Tipografia e Libreria Manini 1823.
- Storia cronologica di quaranta avvenimenti gli più importanti della vita di Gesù Cristo e di Maria Vergine descritti da Stefano Ticozzi con rami relativi incisi a contorni tratti dalle più celebri pitture delle scuole d'Italia, Editore P. Hugues, Milano 1826
- Memorie di Bianca Cappello Gran-Duchessa di Toscana raccolte e illustrate da Stefano Ticozzi, Tipografo Vincenzo Batelli, Firenze 1827[1]
- I funesti consigli dell'ambizione : aneddoto storico, per Omobono Manini, [1830 circa]
- Dizionario degli architetti, scultori, pittori, intagliatori in rame, in pietre preziose, in acciajo per medaglie e per caratteri, niellatori, intarsiatori, musaicisti d'ogni eta e d'ogni nazione, presso Luigi Nervetti, Milano 1830-1833